# Inca Roca (apellido)

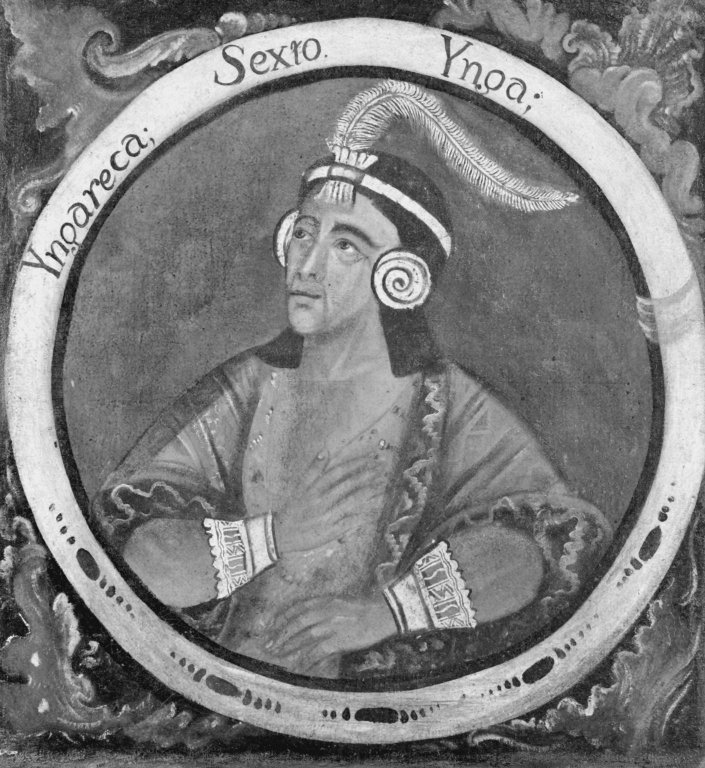
Retrato de Inca Roca (1750)

Inca Roca, Inca-Roca o Ingaroca (quechua: inka, ‘monarca’, Roq'a:‘magnífico’), es un apellido peruano de origen inca. Proviene de la panaca del sapa inca Inca Roca, sexto gobernante del curacazgo del Cuzco. Sus portadores se localizan en la ciudad del Cusco (inicialmente en el Barrio de San Sebastián), Arequipa y Lima .

## Historia

### PanacaWikakiraw
La familia de cada monarca o sapa inka formaba un ayllu real que recibía el nombre de panaca o panaka. El único hijo del inca que no formaba parte de la panaca era el auqui (su heredero) porque este último, cuando llegara a ser emperador, formaría su propia panaca. De esta forma se instituyó la panaca de Inca Roca llamada Wikakiraw. Conformada por sus esposas y descendientes, entre otras funciones, se encargaron de mantener el recuerdo del inca fallecido, de realizar las ceremonias en su nombre y de cuidar de sus bienes y alianzas hechas en vida.

### Descendencia actual
- Gregorio Alfredo Inca Roca Concha,[6] se dio la tarea de buscar a los descendientes incaicos y convocarlos en un Consejo de la Nación Tawantinsuyana. En 2001 le propuso al presidente Alejandro Toledo el “Proyecto de ley para la restauración de la nobleza inca del Tawantinsuyo”, cuya finalidad era que se restaure el reconocimiento político del gobierno peruano hacia los descendientes incaicos, así como el desarrollo de un congreso del Tawantinsuyo (que hubiera sido el primer paso a restaurar el Consejo de los 24 nobles electores Incas del Cusco). Se sabe que dicho proyecto quedó rechazado.[7][8]